# 글리제 388
글리제 388(GJ 388)는 분광형 M3V의 적색 왜성으로 사자자리에 있으며, 지구에서 15.94광년 떨어져 있다. 이 별의 겉보기 등급은 +9.32이며 절대 등급은 10.87로, 맨눈으로 볼 수는 없으며 망원경이 필요하다.

## 같이 보기
- 가까운 별 목록